# Chiesa di Santa Maria in Organo
La chiesa di Santa Maria Assunta, meglio conosciuta con il nome di chiesa di Santa Maria in Organo, è un luogo di culto cattolico che sorge nel quartiere di Veronetta a Verona; si tratta di una chiesa parrocchiale facente parte del vicariato di Verona Centro nell'omonima diocesi.

## Storia
L'abbazia benedettina di Santa Maria in Organo (il cui appellativo è derivato da una torre chiamata "Organum" situata nei pressi del complesso, ospitante un orologio funzionante con un meccanismo azionato ad acqua) venne fondata nel VII secolo, molto probabilmente tra il 650 e il 664, da Lupo, duca del Friuli, e per questo fin dalle origini essa fu soggetta al patriarca di Aquileia invece che al vescovo di Verona. Vista l'importanza del monastero, intorno al 720 il re longobardo Liutprando gli concesse il privilegio di ripatico sul fiume Adige, mentre pochi anni dopo, nel 751, il conte del Friuli lo beneficiò della costruzione di uno xenodochio, che si aggiunse a un altro già in possesso dell'abbazia. Tra il IX e il XII secolo essa estese ancor di più i propri possedimenti grazie a donazioni e acquisti di terreni e chiese nel contado e in città, tra cui quelle di San Siro e di Santa Maria Antica. L'antico edificio chiesastico venne però ricostruito in stile romanico dopo il catastrofico terremoto del 1117 e riconsacrato nel 1131; dell'edificio più antico sono sopravvissuti solo alcuni frammenti nella cripta della chiesa.

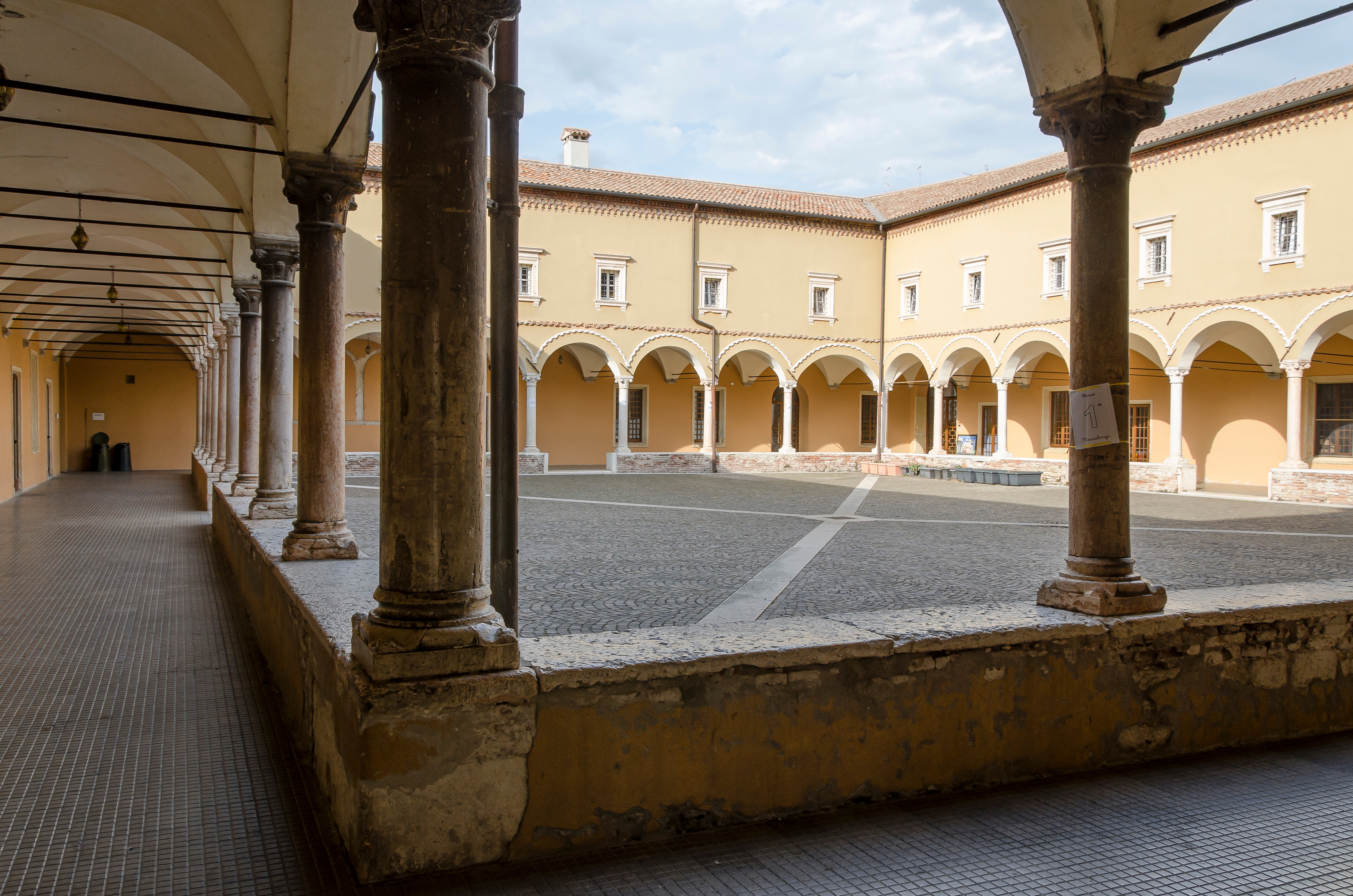
Il chiostro maggiore del monastero

Nella seconda metà del XIII secolo, con l'arrivo al potere della famiglia scaligera e la nascita della Signoria, il monastero visse un periodo poco fortunato; in particolare gli furono espropriati numerosi terreni in zone che erano politicamente o militarmente strategiche per la Signoria, anche se alcuni di questi possedimenti furono recuperati in un secondo momento. Nel 1423, ormai conclusa l'esperienza scaligera e iniziata quella veneziana, il monastero passò in commenda a prelati provenienti da Venezia, ma il periodo buio proseguì e con i nuovi abati il patrimonio economico dell'abbazia diminuì ancor di più; solo l'arrivo dei Benedettini Olivetani su concessione di papa Eugenio IV nel 1444 cambiò le sorti di Santa Maria in Organo. Il compito che spettò agli Olivetani non fu però facile, ed essi dovettero far ricorso a un'amministrazione straordinaria per poter risanare le finanze del monastero, che tra l'altro abbisognava di importanti lavori di ristrutturazione a causa dei diversi anni di incuria che aveva subito.

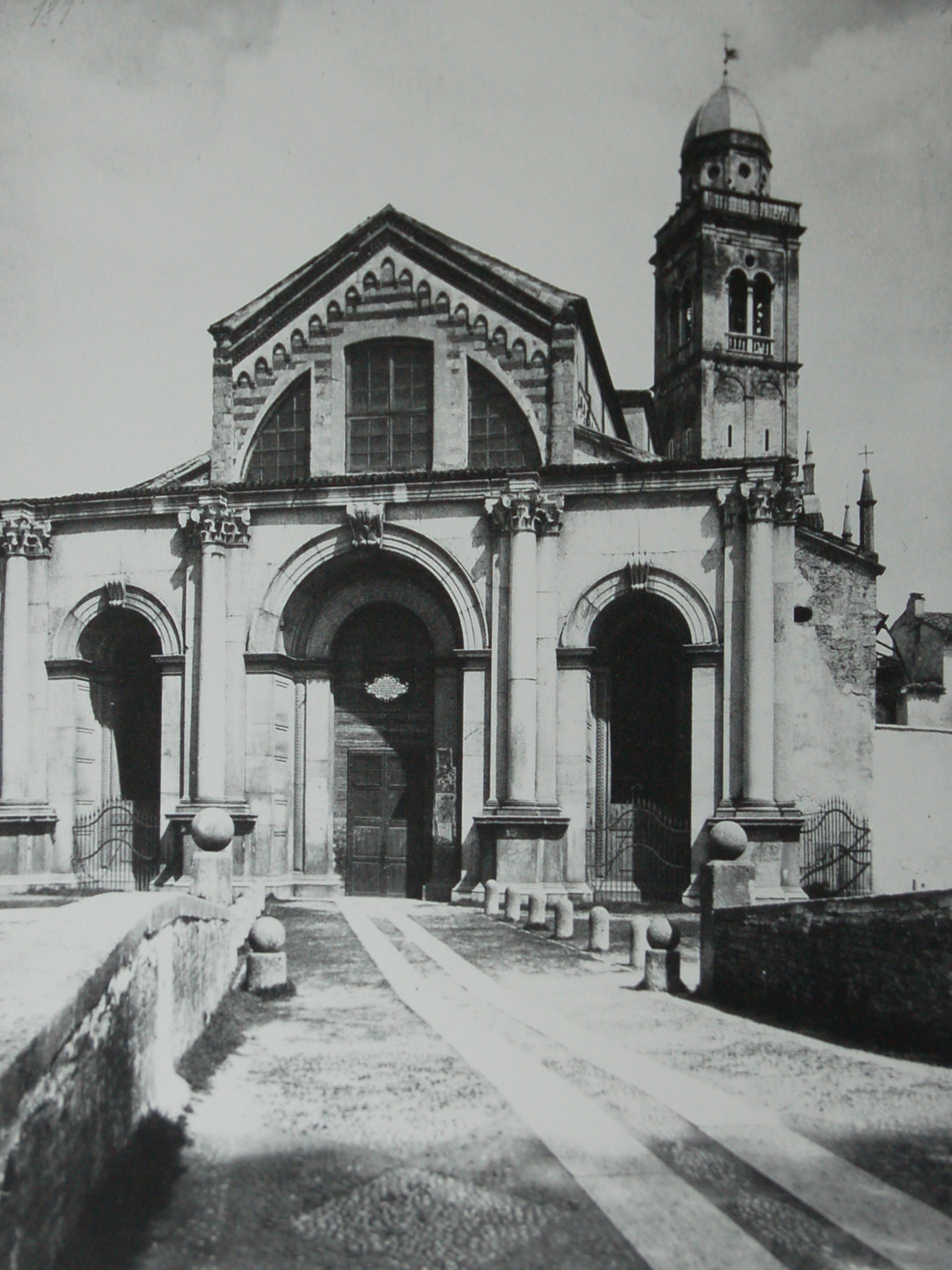
La chiesa in un'immagine della seconda metà dell'Ottocento, fotografata dal ponte che scavalcava il canale dell'Acqua Morta

I nuovi amministratori diedero presto avvio a uno dei più grandi cantieri di quegli anni in città per la trasformazione e il rinnovamento delle strutture che componevano il monastero, che da lì a poco più di un secolo avrebbe assunto l'aspetto rinascimentale che conserva tutt'oggi. Nel 1472 il refettorio e il chiostro maggiore erano già ultimati, mentre la chiesa venne riedificata tra il 1481 e la fine del secolo. Nel 1518 ci fu la costruzione del chiostro minore e della sala capitolare, probabilmente su progetto dell'architetto Francesco da Castello, mentre il campanile, eretto tra il 1495 e il 1533, venne disegnato e iniziato da fra' Giovanni da Verona ma portato a compimento da Francesco da Castello. Negli stessi anni fra' Giovanni realizzò anche le famose tarsie lignee che decorano coro e sagrestia, un complesso che destò da subito l'ammirazione di Giorgio Vasari, che definì quella della chiesa la sagrestia più bella d'Italia. Tra il 1546 ed il 1592 fu infine realizzata l'attuale facciata su progetto del noto architetto Michele Sanmicheli, purtroppo rimasta incompleta. Alla fine di tutti questi cantieri, della chiesa di epoca romanica erano sopravvissuti solamente la parte superiore della facciata, una porzione della navata centrale (che fu sopraelevata durante i lavori rinascimentali) e delle fiancate.
Il monastero continuò a dipendere dal Patriarcato di Aquileia fino al 1762, anno della sua soppressione; tuttavia gli Olivetani tennero l'abbazia di Santa Maria in Organo fino al 1806, anno in cui vennero a loro volta soppressi e il complesso demaniato tramite decreto napoleonico: essi rimasero un ultimo anno, prima di trasferirsi nel monastero di San Benedetto a Padova. La chiesa divenne così semplice parrocchia e fu affidata al clero diocesano. Infine, dopo la terribile esondazione dell'Adige del 1882, si realizzarono lungo il fiume numerose opere idrauliche, tra cui la chiusura del canale dell'Acqua Morta, che scorreva proprio di fronte alla chiesa e che causò una notevole trasformazione dello spazio che fronteggia il complesso.

## Descrizione

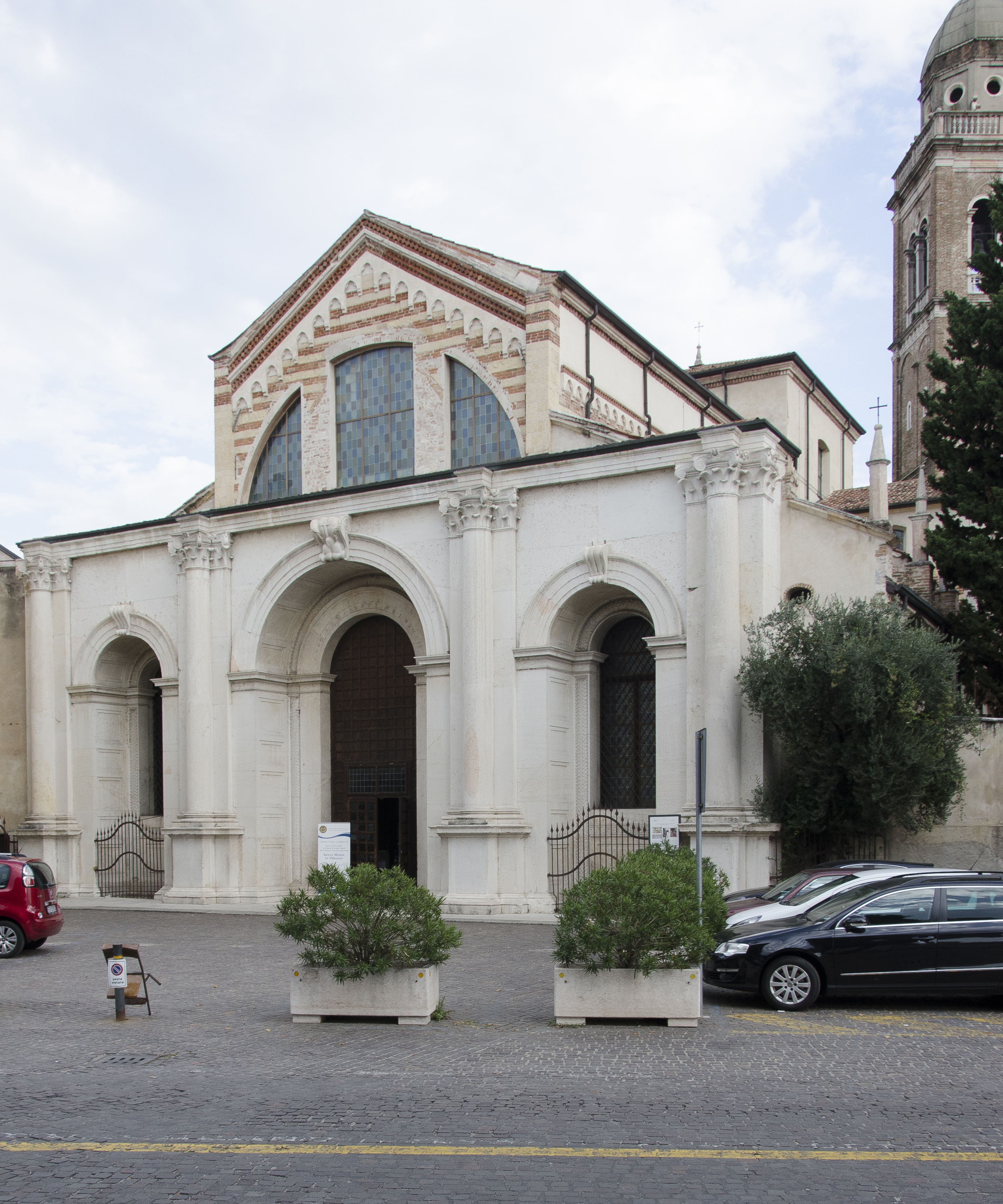
La facciata della chiesa con in basso la parte rinascimentale, opera di Michele Sanmicheli, e la parte superiore romanica

Il complesso monastico si è affacciato, fino alla fine dell'Ottocento, sul canale dell'Acqua Morta, disegnando con la piazzetta antistante un luogo caratteristico della "Verona d'acqua", che fin dalla sua fondazione aveva vissuto uno stretto legame con il suo fiume. Proprio di fronte alla facciata si trovava un ponte che attraversava il canale e dava accesso all'Isolo, una vera e propria isola fluviale, mentre alle spalle del complesso correva l'antica via Postumia. Dopo i lavori idraulici di fine Ottocento l'aspetto è molto cambiato, in quanto il canale è stato interrato e il ponte demolito, e di fronte alla chiesa si apre una lunga piazza carrabile.
Il prospetto principale della chiesa, forse ispirato al tempio malatestiano di Rimini, è composto di due parti facilmente distinguibili: la parte superiore, in corsi alternati di conci di tufo e mattoni di laterizio, caratterizzata da un'ampia finestra semicircolare e da una cornice ad archetti pensili, che corrisponde alla facciata di epoca romanica, e la parte inferiore, con la facciata rinascimentale progettata da Michele Sanmicheli, con tre grandi fornici a tutto sesto in marmo bianco separati da colonne e pilastri.
Lungo il lato del presbiterio si erge invece la torre campanaria a pianta quadrata, con il fusto in mattoni faccia a vista e scandito da tre cornici marcapiano. Più in alto la cella campanaria, su cui si aprono ampie bifore a tutto sesto sormontate da un occhio e su cui si imposta un tamburo ottagonale sovrastato da un cupolino di copertura.

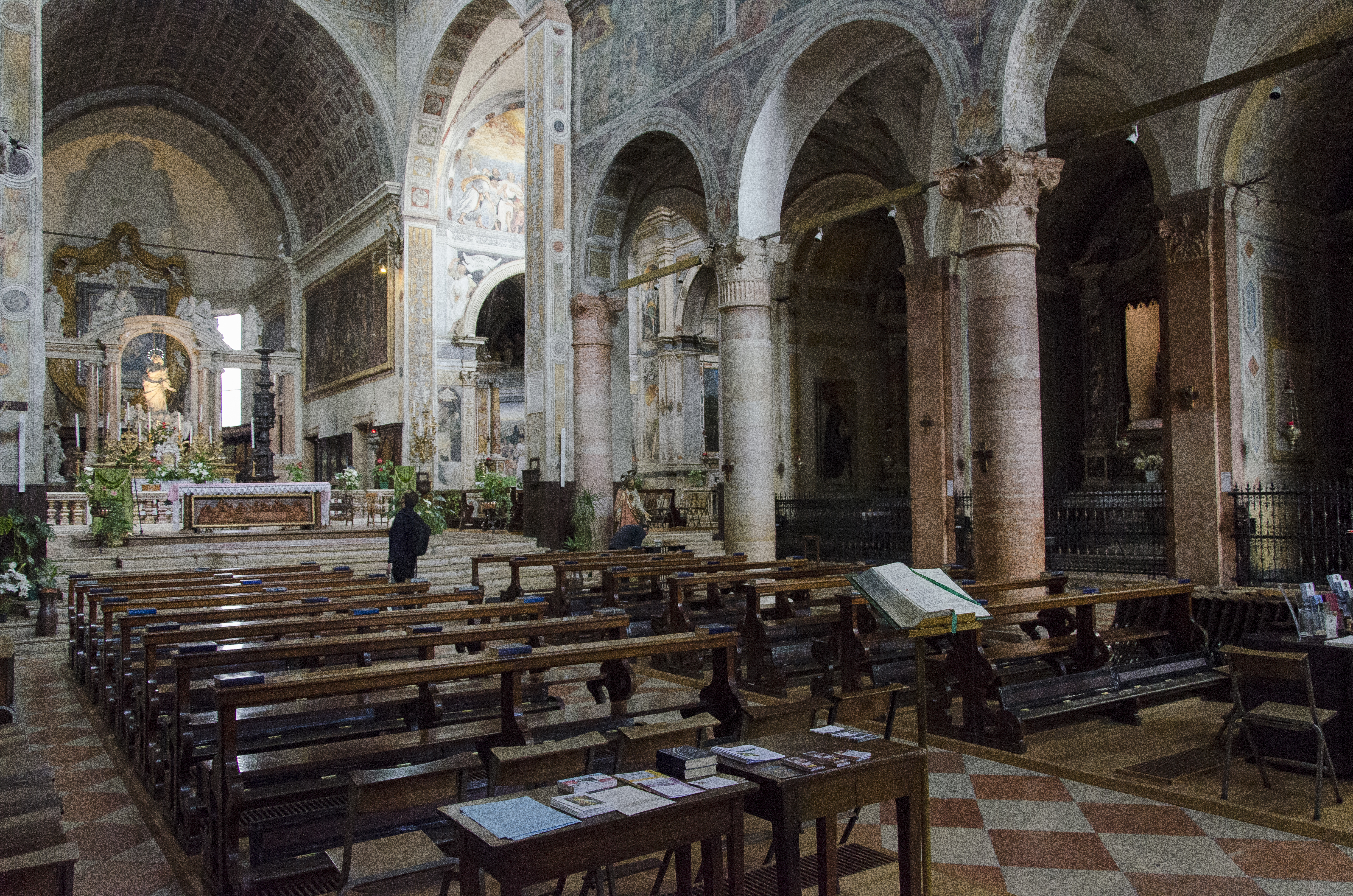
Interno della chiesa

La pianta della chiesa è a croce latina, con il piedicroce a tre navate separate da due file di quattro archeggiature che si impostano su massicce colonne; la chiesa prosegue con un transetto rialzato di sei gradini, e oltre questo trovano posto un presbiterio protetto da balaustra e un coro absidiato poligonale, a cinque lati. La navata centrale e il presbiterio sono coperti da volta a botte, le navate laterali da volte a crociera, i bracci del transetto sono coperti da volte a crociera su cui sono dipinti gli Evangelisti, a sinistra, e i Quattro Dottori della Chiesa occidentale, a destra, opere di Domenico Morone, mentre la crociera del transetto è coperta da una volta a ombrello impostata su base quadrata suddivisa in dodici spicchi.

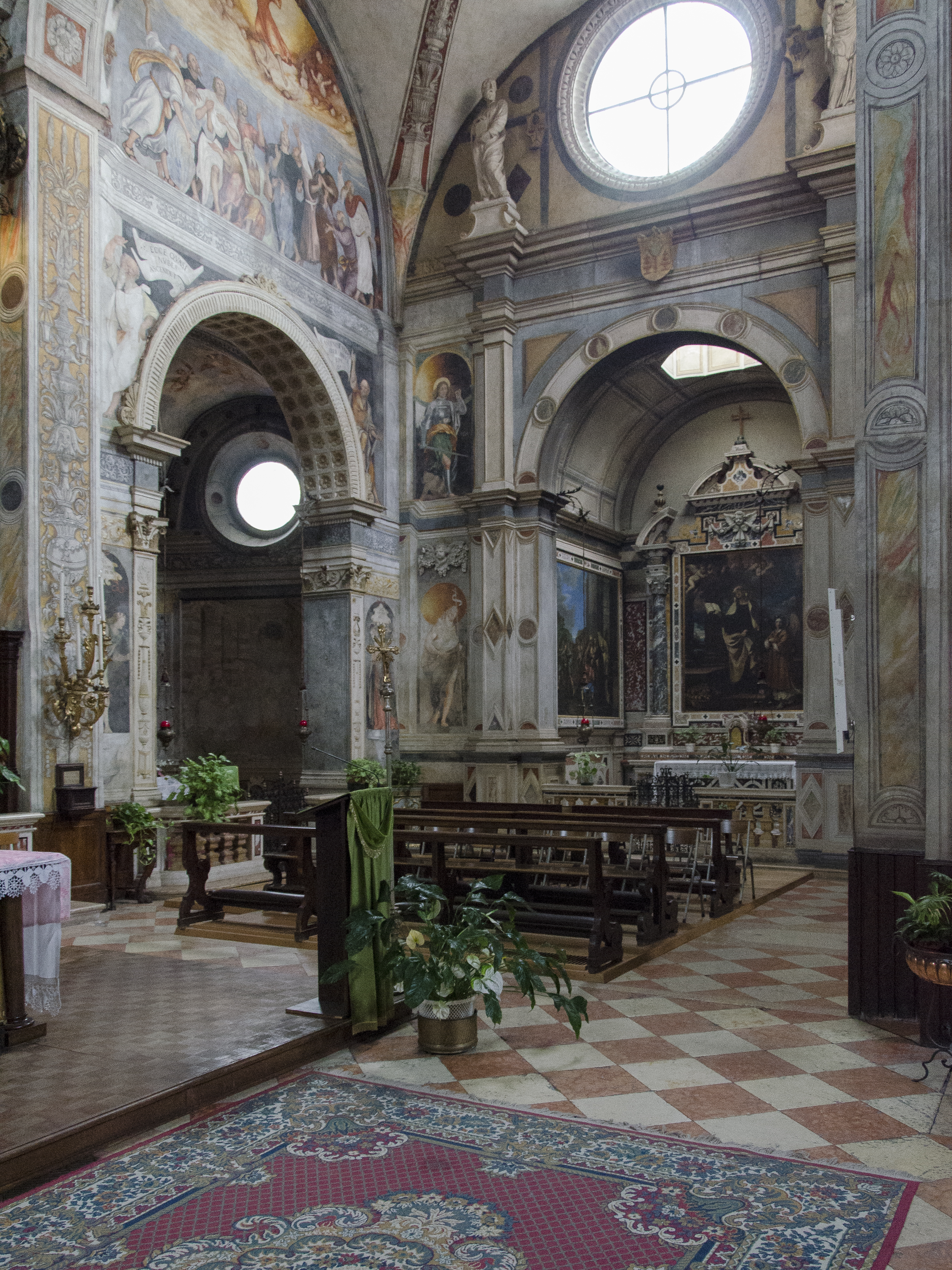
Il braccio destro del transetto, con in alto gli affreschi di Domenico Morone

Lungo i fianchi del piedicroce si trovano quattro cappelle per lato: sul lato sinistro vi sono la cappella della Madonna del Rosario (o Da Lisca), la cappella del Crocefisso (o Dal Pozzo), la cappella della Vergine (o Giusti) e la cappella di San Nicola da Bari; sul lato destro la cappella di Sant'Antonio da Padova (o Maffei), la cappella di Maria Ausiliatrice (o Alcenago), la cappella di San Giuseppe e la cappella di San Michele Arcangelo. Ulteriori due cappelle si trovano al termine dei bracci del transetto, di cui quella di sinistra dedicata al Beato Bernardo Tolomei e quella di destra a Santa Francesca Romana; infine le ultime due si trovano ai lati del presbiterio, a sinistra quella di San Benedetto e a destra quella di Sant'Elena. Ai lati del presbiterio vi sono inoltre due grandi tele realizzate da Paolo Farinati, mentre superato l'altare maggiore si trova il coro ligneo in noce scuro, intagliato e intarsiato, realizzato da fra' Giovanni da Verona, con al centro la pala dell'Assunta di Giacinto Brandi, realizzata nel 1672.
La chiesa presenta una cripta, corrispondente alla crociera del transetto e al presbiterio della chiesa superiore, a pianta rettangolare e con tre navate coperte da volte a crociera, tranne la zona del presbiterio che è a sviluppo poligonale e coperta da una volta a ombrello. Sul lato settentrionale del presbiterio della chiesa superiore si trova invece l'ambiente della sagrestia, ad aula unica rettangolare conclusa con una piccola abside quadrangolare, dove si trova un dipinto la raffigurante l'Estasi di San Francesco d'Assisi di Alessandro Turchi, realizzata nel 1644. L'ambiente, coperto da una volta a botte lunettata, è caratterizzato nella parte sommitale della parete da un ciclo pittorico realizzato da Francesco Morone, con ritratti di papi e altri importanti personaggi che fecero parte dell'ordine benedettino, tra cui alcuni dogi della repubblica di Venezia, mentre in basso si trovano un armadio ligneo con cassapanca e sulla parete opposta una spalliera in noce intagliata e intarsiata, capolavoro di fra’ Giovanni realizzato tra il 1519 e il 1523.

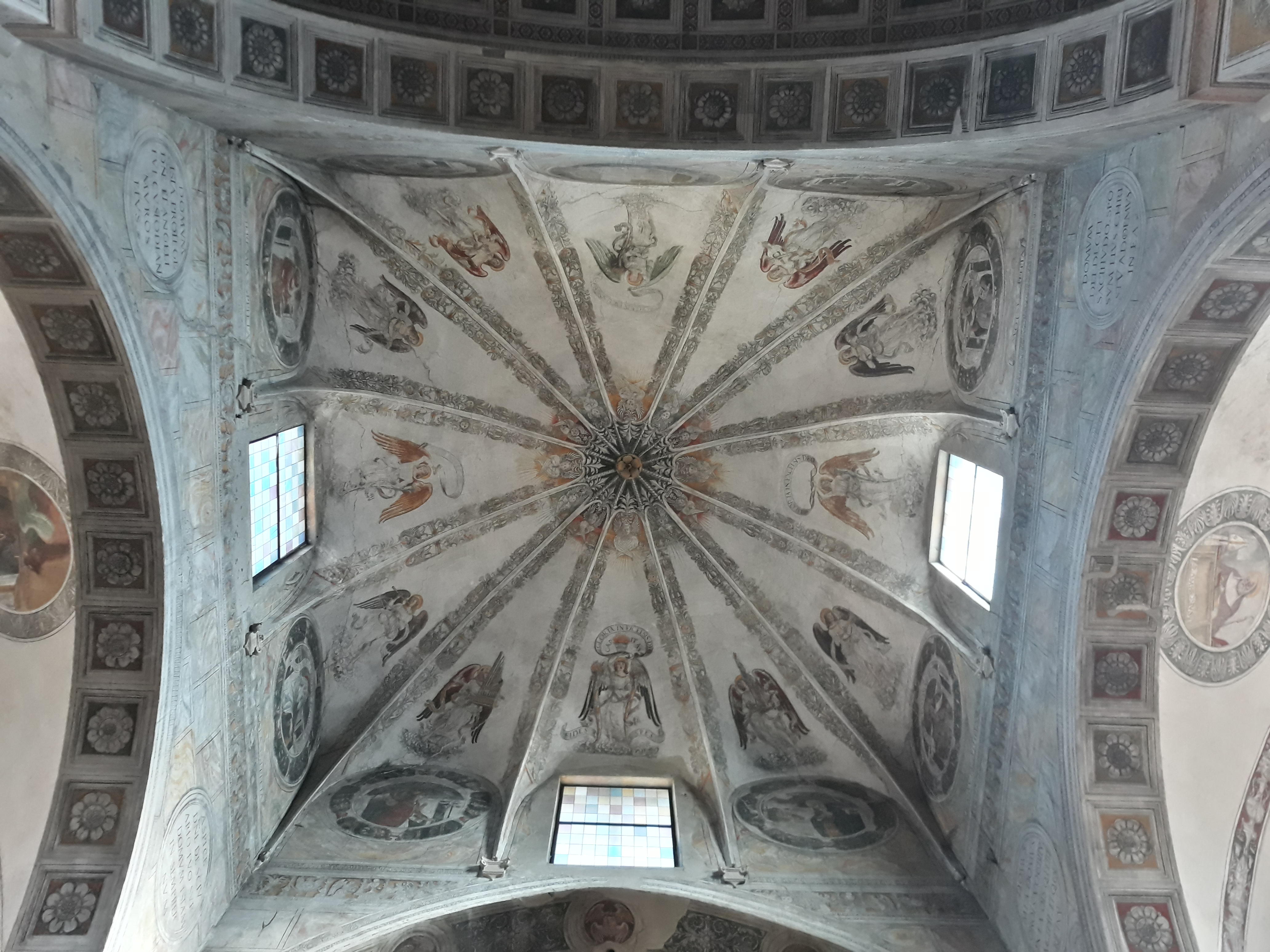
La volta a ombrello che copre la crociera del transetto
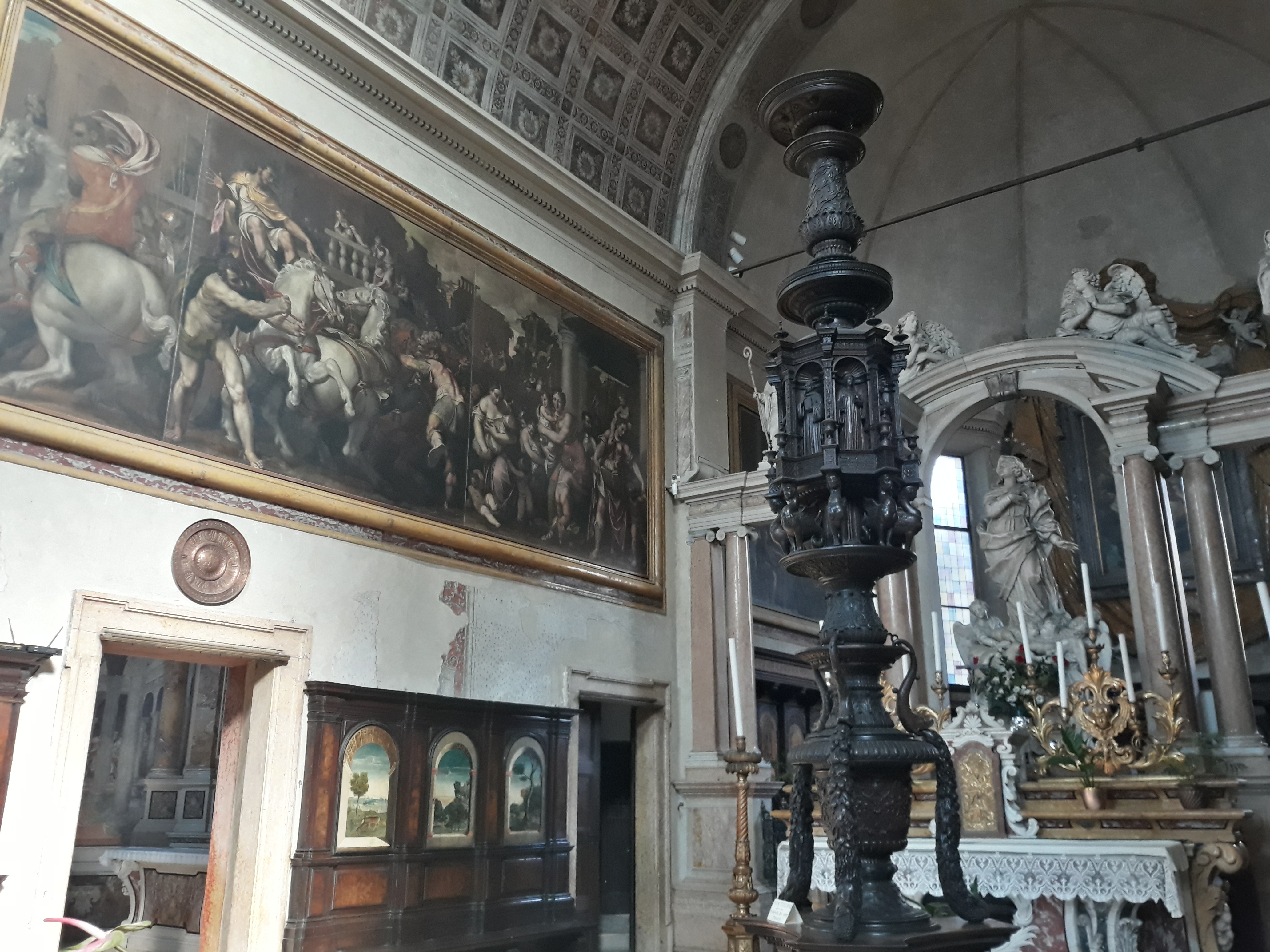
Il coro della chiesa con la grande tela di Paolo Farinati
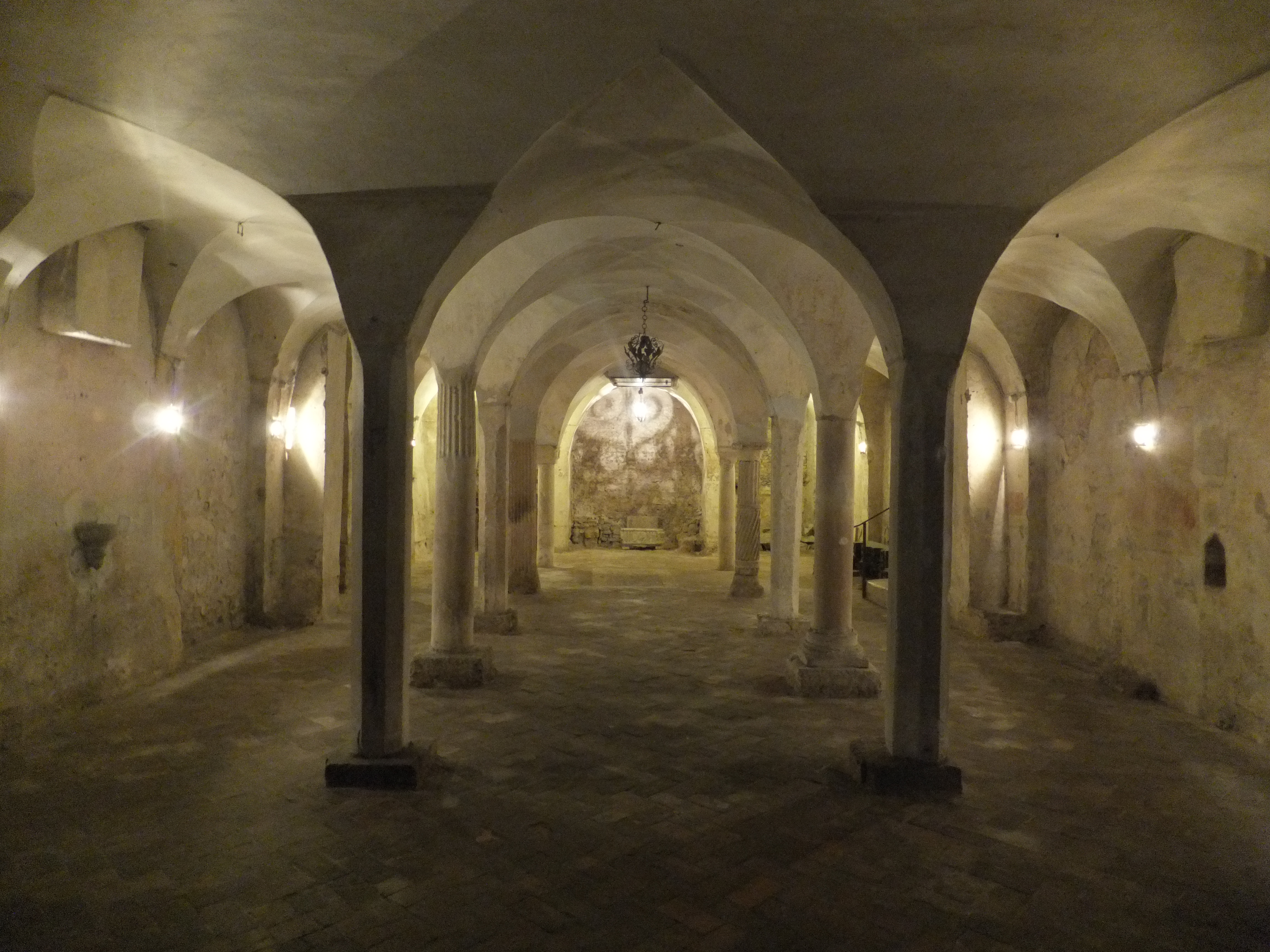
La cripta a tre navate coperta con volte a crociera
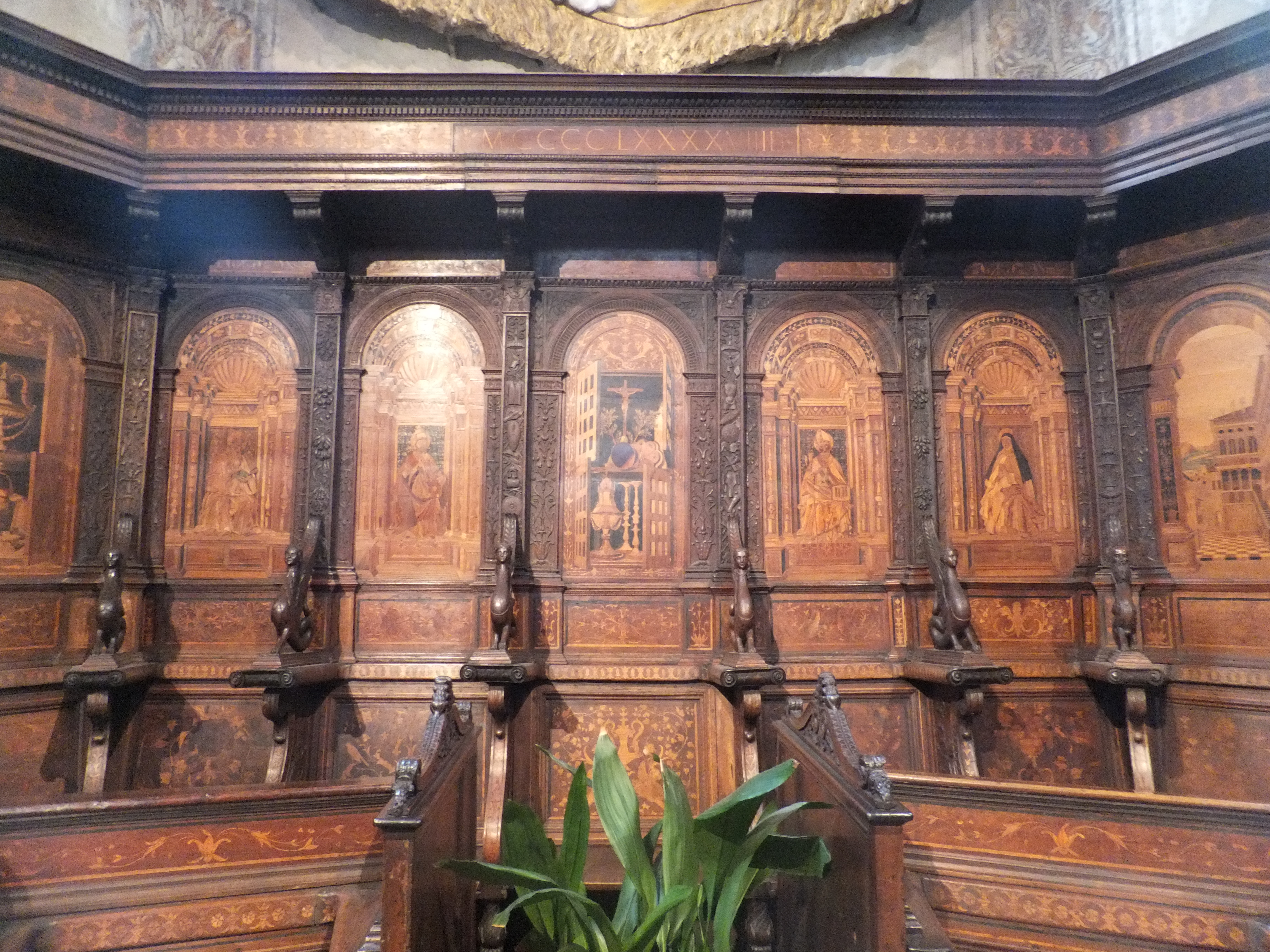
Il coro ligneo opera di fra' Giovanni da Verona
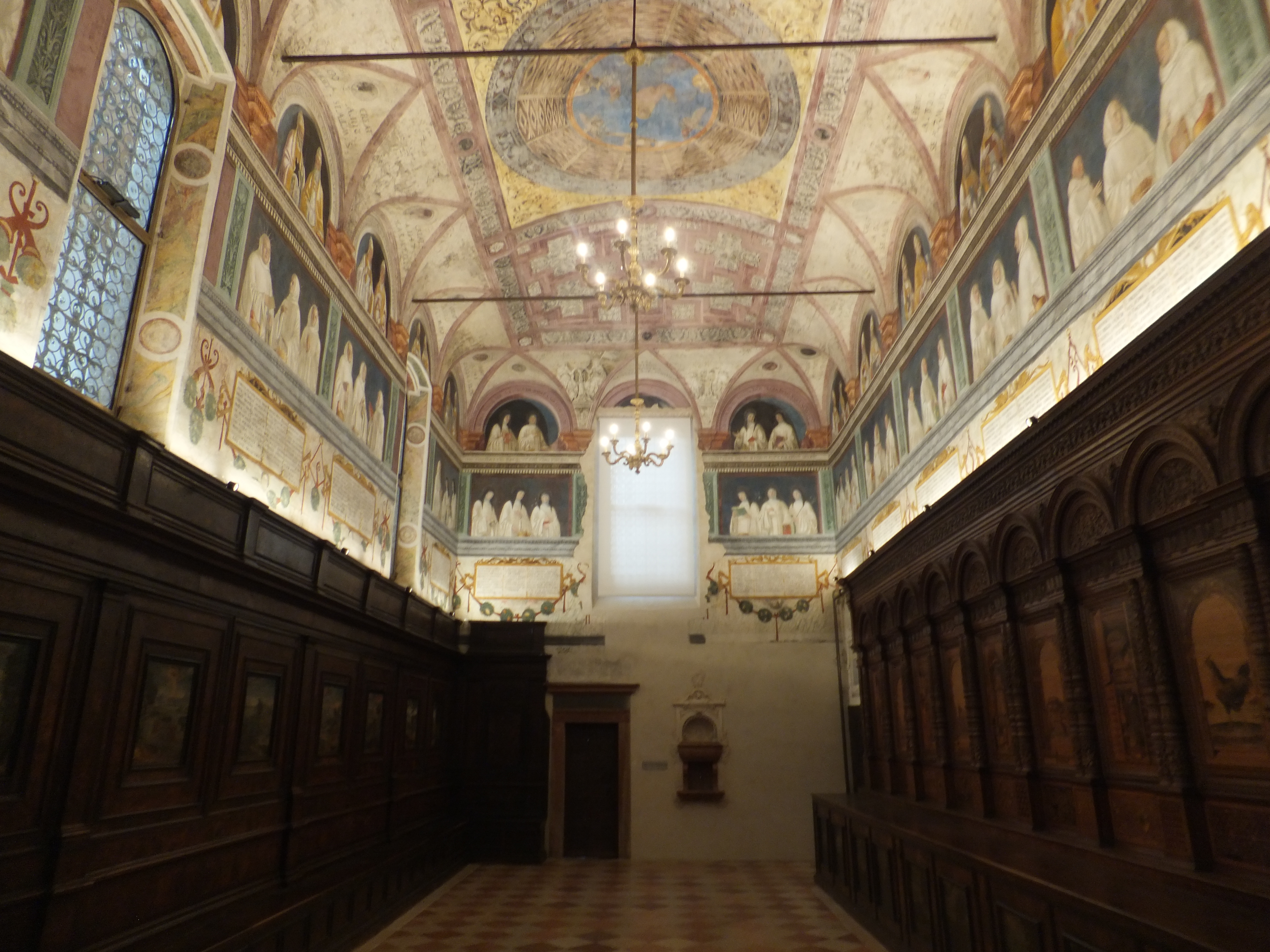
Gli affreschi di Francesco Morone nella sagrestia della chiesa
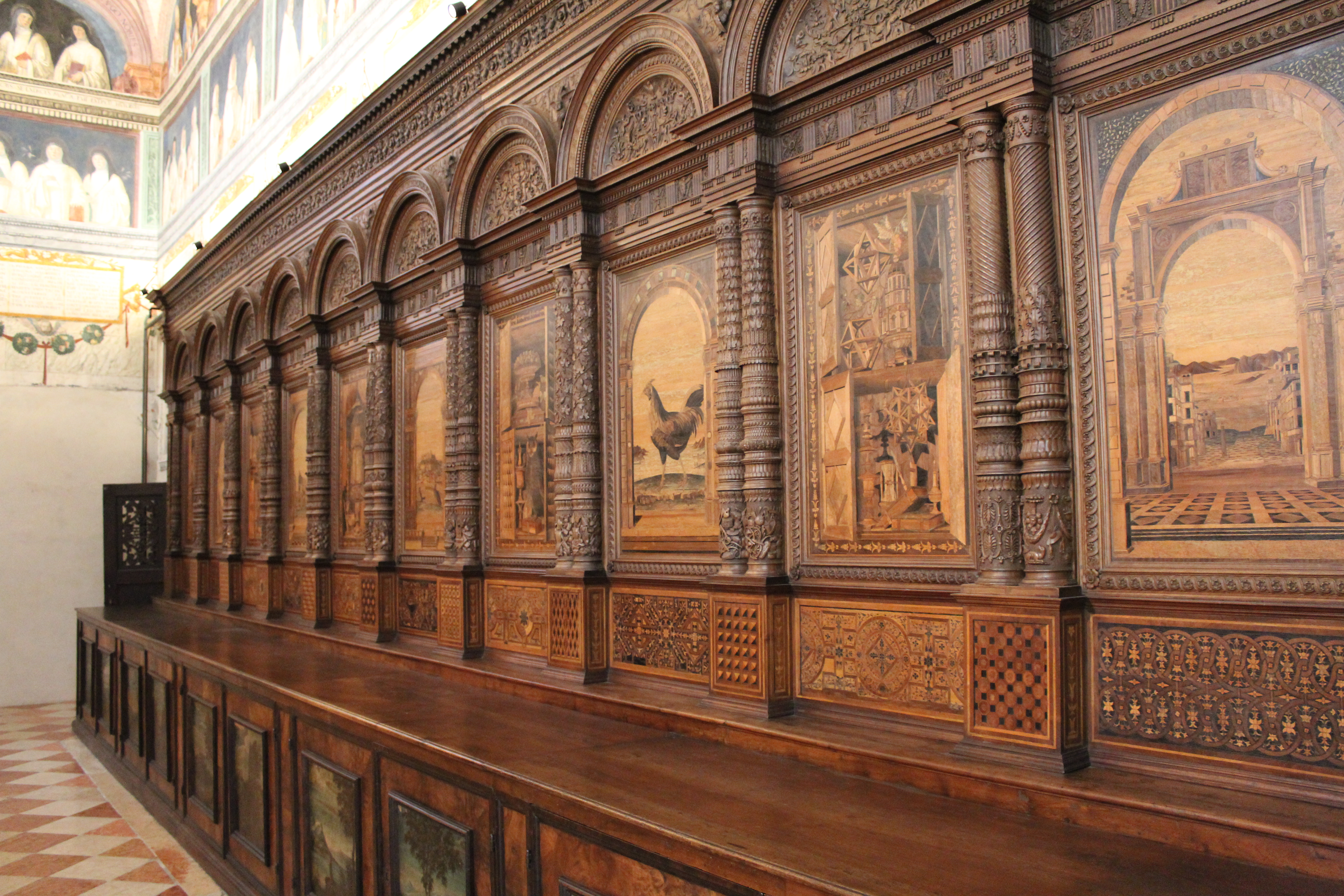
Le armadiature in legno della sagrestia, realizzate sempre da fra' Giovanni